# HD 151203
HD 151203，又名BD+16 3013，SAO 102365、HR 6227，是一颗恒星，视星等为5.56，位于銀經33.78，銀緯34.86，其B1900.0坐标为赤經16h 40m 50.7s，赤緯+15° 34.86′ 48″。